# 米爱氏海葵属
米爱氏海葵（学名：Milne-Edwardsia sp.）为爱氏海葵科米爱氏海葵属的一属刺胞动物。在中国，分布于南海、渤海等海域，多栖息于底质软泥。

## 下属物种
本属包括以下物种：
- Milne-Edwardsia andresi
- Milne-Edwardsia carneata
- Milne-Edwardsia fusca